# Prostitución en Kosovo

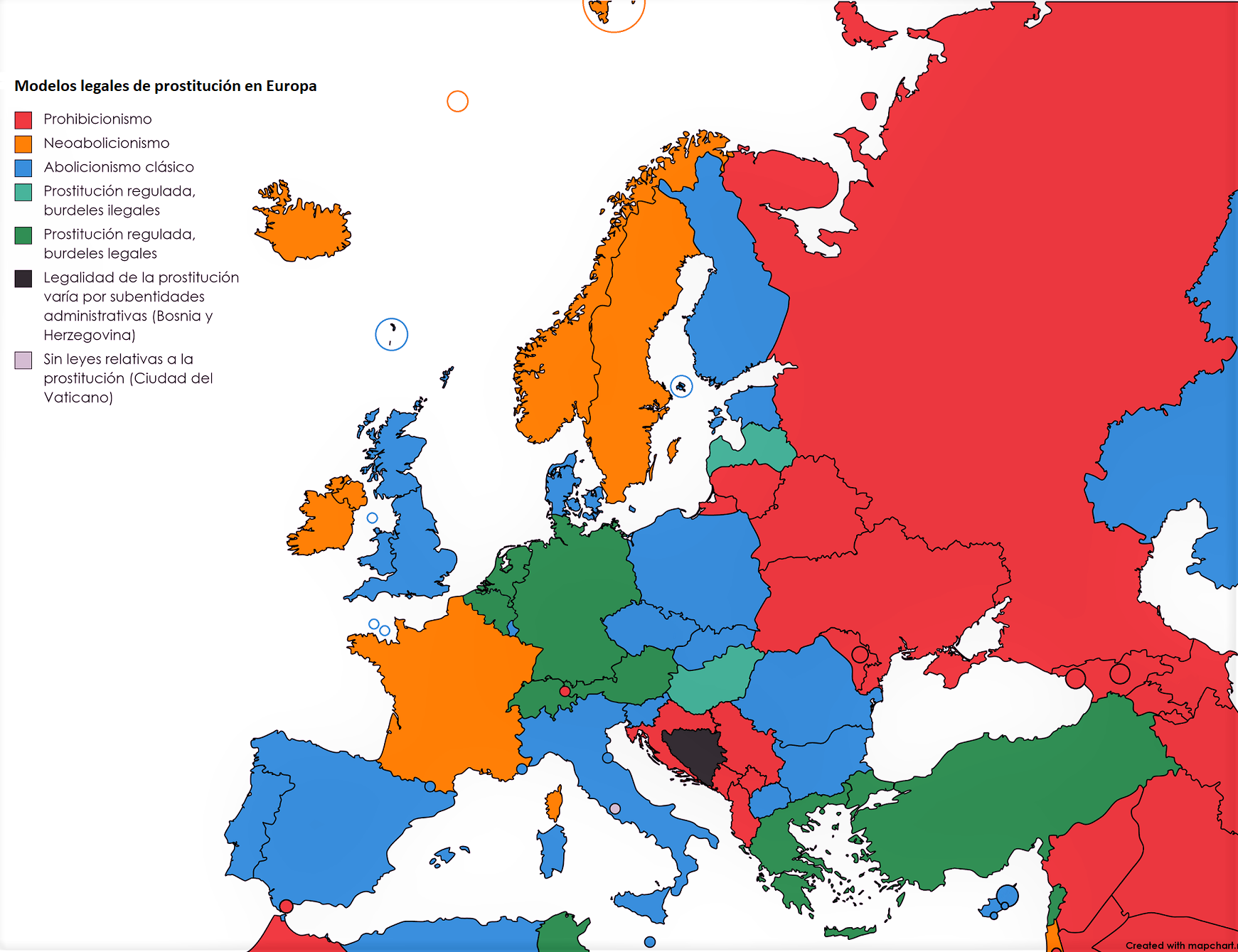
Prostitución en Europa. En rojo, el modelo prohibicionista (venta de prostitución ilegal, compra ilegal o alegal) al que pertenece Kosovo.

La prostitución en Kosovo es ilegal, y su ejercicio puede implicar incurrir en una pena de prisión de hasta sesenta días. El programa en Kosovo contra el VIH del Fondo Mundial estima unas 5.037 prostitutas en el país. Muchas mujeres recurren al ejercicio de la prostitución debido a la pobreza, y son estigmatizadas sexualmente por parte de sus familiares.
Hay informes de que la trata de personas con fines de explotación sexual se ha convertido en un nuevo negocio secundario del crimen organizado en Kosovo.

## Historia reciente
Antes de la Guerra de Kosovo, la prostitución se limitaba a satisfacer las necesidades de los locales. Tras el alto el fuego, y debido a la presencia en el país de la Misión de Administración Provisional de las Naciones Unidas en Kosovo y de otras organizaciones internacionales, la demanda de prostitución se disparó. Además de las mujeres que se dedicaron voluntariamente a la prostitución, algunas fueron traficadas desde Moldavia, Bulgaria y Ucrania.
El jefe de la sede en Mitrovica del Centro de Prensa Internacional, Rade Negojevic, afirmó que Kosovo se convirtió en el burdel más grande del mundo tras la llegada de las fuerzas de paz internacionales.
En 2000, la administración de la MINUK creó una Unidad de Policía de Tráfico y Prostitución con la intención de combatir proxenetas, traficantes y crimen organizado. Las medidas contra la trata se incluyeron en el Código Penal Provisional de Kosovo cuando este se redactó. El Servicio de Policía del Estado informó en 2008 de que la prostitución se ejercía en 694 bares, cafeterías y clubes nocturnos de Kosovo.

## Trata sexual
En su informe para 2019, la Oficina del Departamento de Estado de los Estados Unidos para supervisar y combatir la trata de personas clasifica a Kosovo como un país de "Nivel 2". Es decir, que su gobierno no cumple los estándares mínimos contra la trata de personas, según se recoge en la Ley estadounidense para la Protección de Víctimas de Trata del 2000, pero que está haciendo esfuerzos significativos por cumplirla.
Tras la guerra y la llegada de la MINUK a Kosovo, la directora de Amnistía Internacional en el Reino Unido, Kate Allen, declaró que "Mujeres y niñas de tan solo 11 años están siendo vendidas como esclavas sexuales en Kosovo y las fuerzas de paz internacionales no solo no logran detenerlo, sino que alimentan activamente este despreciable comercio pagando por el sexo de mujeres tratadas." En un informe de dicha organización de 2004, se explicita que las mujeres tratadas son vendidas a precios que oscilan entre los 50 y los 3.500 euros, siendo el personal de la MINUK el 20% de los compradores de sexo de las víctimas de trata y habiendo sido despedidos o repatriados 10 policías de dicha misión por crímenes relacionados con la trata a finales de 2003. Por esas fechas, se sospechaba que entre 22 y 27 soldados del KFOR habrían cometido crímenes relacionados con la trata desde el inicio de 2002 hasta mediados de 2003. La ONU y la OTAN negaron públicamente su relación con la trata en Kosovo.
Kosovo es principalmente un país de destino (pero también una fuente) de mujeres y niños sujetos a trata con fines de explotación sexual. La mayoría de las víctimas son tratadas internamente, siendo captadas a través de falsas promesas de matrimonio u ofertas de empleo en cafeterías, clubes nocturnos y restaurantes. La mayoría de las víctimas de trata sexual en Kosovo son niñas y adolescentes, aunque los grupos criminales también traen mujeres de Moldavia, Rumania, Serbia, Bulgaria, Ucrania, Albania y otros países europeos (como Rusia) para forzarlas a ejercer a la prostitución. Mujeres, adolescentes y niñas son objeto de tráfico sexual en casas y apartamentos privados, clubes nocturnos y salas de masajes. Los adolescentes y los niños utilizados como bailarines y acompañantes son vulnerables al tráfico sexual. Los traficantes someten a ciudadanos de Kosovo que pertenecen a minorías a prostitución forzada por toda Europa. Las comunidades económicamente marginadas de romaníes, ashkali (gitanos albaneses) y egipcios son vulnerables y se utilizan para el tráfico y la trata sexual. La corrupción gubernamental crea un entorno que permite algunos delitos de trata. Varios agentes de policía, empleados del ministerio de trabajo y otros funcionarios del gobierno han sido acusados o condenados por delitos de trata.
El artículo 171 del código penal prohíbe todas las formas de trata y prescribe castigos de 5 a 12 años de prisión y una multa de hasta 500,000 euros. Cuando los delitos de trata sexual involucran a menores o un grupo de víctimas sometidas a trata sexual, las penas pasan a ser de 15 a 20 años de prisión, más el pago de una multa. El artículo 231 prohíbe la compra de servicios sexuales ofrecidos por una víctima de trata.